# Manuel Nao
Manuel Nao (Madrid, 1843 - Madrid, 1884) fue un dibujante, ilustrador y tallista español del siglo xix.

## Biografía

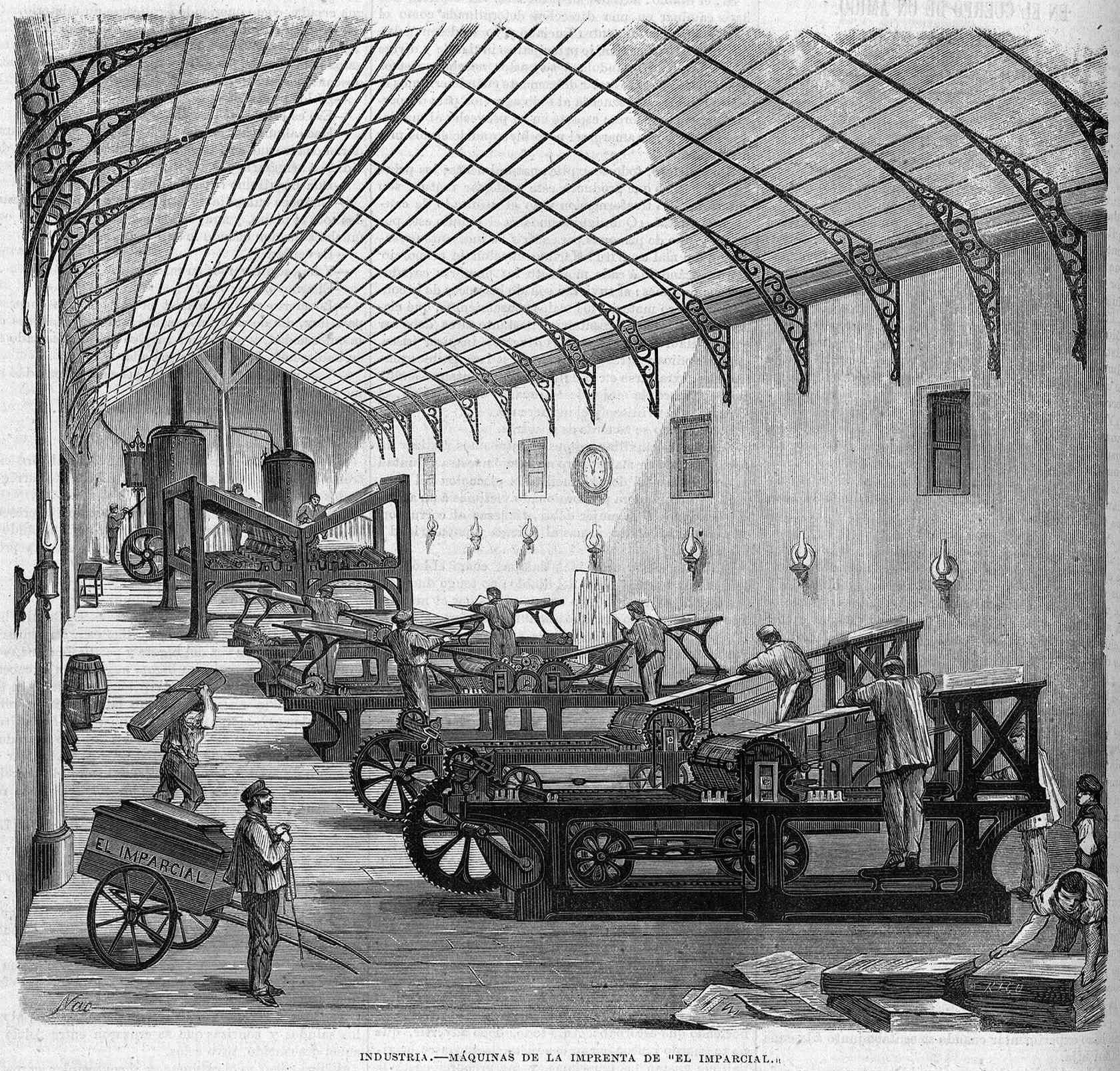
Máquinas de la imprenta de El Imparcial, en La Ilustración de Madrid, firmado por Nao.

Nació en Madrid el 31 de diciembre de 1843. Bordador de oro, dibujante y tallista, habría sido discípulo de Luis Ferrant y José M. Vallejo. Trabajó en el Depósito Hidrográfico de la Guerra, como auxiliar artístico. En la Exposición celebrada por el Círculo de Bellas Artes de Madrid en 1882 presentó la acuarela La Cartuja de Miraflores.
Sus dibujos aparecieron publicados en diversos periódicos ilustrados, entre ellos La Ilustración Católica o La Ilustración Española y Americana, además de ilustrar libros como la Guía de Madrid de Ángel Fernández de los Ríos.
Falleció prematuramente en su ciudad natal el 3 de diciembre de 1884 y fue enterrado en el cementerio de San Isidro.